# Microchirus boscanion
Microchirus boscanion es una especie de pez de la familia Soleidae en el orden de los Pleuronectiformes.

## Distribución geográfica
Se encuentran en las  costas del  Atlántico oriental (desde Gibraltar hasta el norte de Angola).